# Побєда (Асінівський район)
Побє́да (рос. Победа) — присілок у складі Асінівського району Томської області, Росія. Входить до складу Большедороховського сільського поселення.

## Населення
Населення — 177 осіб (2010; 195 у 2002).
Національний склад (станом на 2002 рік):
- росіяни — 96 %